# Kostanjevica, Šentrupert
Kostanjevica este o localitate din comuna Šentrupert, Slovenia, cu o populație de 39 de locuitori.